# 少林寺流拳行館空手道
少林寺流拳行館空手道（しょうりんじりゅうけんこうかんからてどう 英：Shōrinjiryū Kenkōkan Karatedo）は、久高幸利 (1907-1988) が 第二次世界大戦 後に興した 空手道。
少林寺流拳行館は、創始者久高政祺幸利が喜屋武朝徳 と金城真三良らによって教示された琉球 空手と琉球古武術、さらに1年で 四段を得た 講道館で学んだ柔道、などの主要分野で構成される。他の構成要素には、合気術や中国の八極拳なども導入。創設者は、日本、中国、アジアを巡る旅で学んだという。

## 参考
1. ↑  100 Masters of Okinawan Karate, Okinawa Gojuryu Kenshi-kai Karate-do Kobudo Association, by Tetsuhiro Hokama and Charles (Joe) Swift (translator), p. 61/2
2. ↑  Essential Shorinjiryu Karatedo, First Edition, Charles E. Tuttle Company, by Masayuki Kukan Hisataka, p. 41, ISBN 0-8048-1953-X
3. ↑  “少林寺流拳行館空手道の沿革”. www.kenkokan-karate.com. 2020年9月7日閲覧。